# Antônio Luiz Rocha Veneu
Antônio Luiz Rocha Veneu GCMM (Vassouras, 25 de setembro de 1928 — Rio de Janeiro, 24 de junho de 2011) foi um militar brasileiro.

## Biografia
Foi declarado Aspirante a Oficial em 1948, na Academia Militar das Agulhas Negras. Como Coronel, comandou o 11.º Grupo de Artilharia de Campanha.
Promovido a General de Brigada em 31 de março de 1981, foi nomeado Diretor de Movimentações. Em 1983, foi comandar a 14ª Brigada de Infantaria Motorizada, em Florianópolis. em 1985, foi Chefe do Estado-Maior do III Exército.
Em 31 de julho de 1986, foi promovido a General de Divisão e designado Diretor de Especialização e Extensão, no Rio de Janeiro. Em dezembro de 1987, assumiu o Comando da 1ª Divisão de Exército, também no Rio de Janeiro.
Promovido a general-de-exército em 31 de março de 1990, assumiu a Secretaria de Economia e Finanças, em Brasília. Admitido à Ordem do Mérito Militar, foi promovido em agosto de 1990 ao seu último grau, a Grã-Cruz.
Em 7 de janeiro de 1991, foi nomeado o primeiro Comandante de Operações Terrestres, cargo que exerceu até 18 de abril desse mesmo ano.
Ainda em abril de 1991, foi nomeado para o cargo de Ministro Chefe do Estado Maior das Forças Armadas (EMFA). Permaneceu como ministro até 1993, durante os governos de Fernando Collor e Itamar Franco.
Já na reserva, foi indicado para o cargo de Conselheiro Militar da Missão Permanente do Brasil, junto à Organização das Nações Unidas (ONU), em Nova York, onde permaneceu no período de 25 de junho de 1993 a 25 de junho de 1995.